# Forsteronia linearis
Forsteronia linearis är en oleanderväxtart som först beskrevs av Vell., och fick sitt nu gällande namn av Müll.Arg.. Forsteronia linearis ingår i släktet Forsteronia och familjen oleanderväxter. Inga underarter finns listade i Catalogue of Life.